# Didymocyrtis slaptonensis
Didymocyrtis slaptonensis is een korstmosparasiet behorend tot de familie Phaeosphaeriaceae. Hij parasiteert op het groot dooiermos (Xanthoria parietina).

## Determinatie
Didymocyrtis slaptonensis komt voor op het thallus of zeldzamer op de apotheciën. De geïnfecteerde gebieden zijn meestal getint met een opvallende roodachtige kleur. Pycnidiën zijn aanwezig. De sporen zijn kleurloos en eencellig. Peritheciën met bruine, tweecellige sporen komen ook voor.

## Verwarrende soorten
Pyrenochaeta xanthoriae vormt ook pycnidia op het groot dooiermos en heeft kleurloze, eencellige sporen, maar deze soort heeft donkere haarachtige structuren (setae) bovenop de pycnidia.

## Verspreiding
In Nederland komt Didymocyrtis slaptonensis zeer zeldzaam voor.